# حنا والتر
حنا والتر (بالألمانية: Hanna Walter)‏ هي متزلجة فنية نمساوية، ولدت في 24 نوفمبر 1939.

## وصلات خارجية
- حنا والتر على موقع أوليمبيديا (الإنجليزية)